# Bicho (álbum)
Bicho é o décimo álbum de estúdio do cantor e compositor brasileiro Caetano Veloso, sendo este o seu nono lançamento solo. Foi lançado em 1977 pela gravadora Philips. O álbum foi gravado após Caetano passar um mês com Gilberto Gil em Lagos, na Nigéria, e as influências da música africana como o Jùjú, e da música disco que estava em alta na época, podem ser ouvidas ao longo do álbum.
O álbum trouxe alguns clássicos da carreira de Caetano: "Odara", "Gente", "Tigresa" e "O Leãozinho". A versão regravada por Gal Costa de "Tigresa" para o seu álbum Caras e Bocas de 1977, foi a 47ª canção mais tocada daquele ano, enquanto "O Leãozinho" ficou na 91ª posição desta lista.

## Lista de faixas
Todas as faixas escritas e compostas por Caetano Veloso, exceto as indicadas. 
| Lado um        |                             |         |  |
| N.º            | Título                      | Duração |  |
| 1.             | "Odara"                     | 7:20    |  |
| 2.             | "Two Naira Fifty Kobo"      | 5:03    |  |
| 3.             | "Gente"                     | 3:35    |  |
| 4.             | "Olha O Menino" (Jorge Ben) | 3:01    |  |
| Duração total: | Duração total:              | 18:59   |  |

| Lado dois      |                      |         |  |
| N.º            | Título               | Duração |  |
| 1.             | "Um Índio"           | 2:57    |  |
| 2.             | "A Grande Borboleta" | 1:11    |  |
| 3.             | "Tigresa"            | 6:21    |  |
| 4.             | "O Leãozinho"        | 3:06    |  |
| 5.             | "Alguém Cantando"    | 3:22    |  |
| Duração total: | Duração total:       | 16:57   |  |

## Ficha técnica
De acordo com as informações no encarte da reedição em CD.
- Caetano Veloso – vocais principais, violão (5, 7–9), assovios (6, 8)
- Perinho Santana – guitarra solo (1–2)
- Perinho Albuquerque – guitarra rítmica (1–3), violão (4–5, 9), piano (4)
- Arnaldo Brandão – baixo elétrico (1–2, 7)
- Thomás Improta – piano (1–2, 5, 7)
- Djalma Corrêa –  percussão (1–3, 6)
- Bira da Silva – percussão (1–3, 5)

Músicos adicionais
- Nicinha – vocais (9)
- Coro: Marisinha, Evinha, Málu e Regina (1–9)

- Luizão – contrabaixo (3)
- Moacyr Albuquerque – baixo (4)
- Vinícius Cantuária – bateria (1), violão (7), vocal de apoio (7)
- Rubão Sabino – percussão (2), baixo elétrico (5)
- Enéas Costa – bateria (3, 5, 7), percussão (4)
- Tuzé Abreu – saxofone alto (2)
- Raul Mascarenhas – saxofone tenor (2)
- Wanderley – trompete (2)
- Metais: Hamilton e Formiga – trompetes (4); João e "Macacheira" – trombones (4); Emílio – saxofone alto (4); Juarez – saxofone tenor (4)

Produção
- PhonoGram – cordas
- Perinho Albuquerque – direção de produção, arranjos de orquestra
- Paulinho Chocolate – técnico de gravação, mixagem
- Geraldo, Luis Claudio Varella – assistentes
- William – montagem
- Ivan Lisnik – corte